# Mileewa ponta
Mileewa ponta (лат.) — вид цикадок рода Mileewa из отряда полужесткокрылых насекомых. Эндемик Китая (Zhejiang, Anhui, Fujian, Jiangxi, Guangdong, Guangxi, Hainan, Guizhou, Taiwan).

## Описание
Длина около 4 мм. От близких видов отличается следующими признаками: вершина эдеагус гениталий самца без зубчатых апикальных отростков; задняя часть мезонотума (скутеллюм) коричневато-чёрная, субгенитальная пластинка самцов с апикальным краем без зубчатого отросткам. Вид был впервые описан в 1999 году по материалам из Китая. Валидный статус вида был подтверждён в ходе ревизии, проведённой в 2021 году.